# 线真
线真（?—?），元朝大臣。元世祖时中书右丞相。蒙古族克烈部人，土别燕氏。蒙古都元帅土薛之子。
开始在忽必烈潜邸任宿卫，为博尔赤（司膳），负责皇帝的膳食。中统二年（1261年），随从忽必烈北征阿里不哥，掌右翼，大败敌军于昔木土脑儿（今蒙古国苏赫巴托省南部），出任宣徽使。中统四年（1263年），任中书右丞相，与老臣宿儒议定立国制度法规，商定朝廷立国制度。当时中书平章政事阿合马恃宠专横，线真屡与之发生争执，至元元年（1264年），因此罢相，还领宿卫事。至元四年（1267年），再任宣徽使。至元七年（1270年），改任光禄卿。受命查处参议枢密院事费正寅密谋私通南宋之事，将其绳之以法。至元十八年（1281年），解职。死后追赠太师，谥号忠憲。其子完泽。